# 刘欣 (中国女演员)
刘欣（1973年12月26日—），中国内地女演员，百花奖获得者。

## 生平
1973年出生于北京，1994年毕业于中央戏剧学院表演系。

## 家庭
丈夫：邵峰 女儿：邵睦然。

## 影视作品

### 电影作品
- 1994年《步入辉煌》饰演凤兰子
- 1995年《打左灯 向右转》饰演碧云
- 1996年《离开雷锋的日子》饰演吴娟
- 《东方巨人毛泽东》饰演杨开慧
- 1998年《红娘》饰演红娘
- 《天上人间》饰演阿玉
- 2000年《哑巴女人 哑巴弹》饰演哑巴女人秀子
- 2002年《花街》饰演莲花仙姑
- 2003年《关东民谣》饰演秦丽璞
- 《猎鹰》饰演马琳
- 《活着并且要记住》饰演喜凤
- 《红色年代》
- 《父亲爸爸》
- 《杨开慧》饰演向警予
- 《古都网事》饰演高丽苹

### 电视作品
- 1990年《情债》
- 1993年《中方雇员》
- 1994年《千里难寻》饰演张玲
- 1995年《无悔追踪》饰演许小妤
- 1997年《离婚餐厅》饰演门燕燕
- 1998年《今生情难还》饰演梁明丽
- 2000年《白色陷阱》饰演阿丽
- 2001年《真心真情》饰演桑榆
- 2001年《愿望年代》饰演罗琪
- 2001年《威胁》饰演杨茗莉
- 2002年《说老公坏话》饰演林娜
- 2003年《金锁记》饰演曹七巧
- 2004年《虎胆雷霆》
- 2004年《水兵俱乐部》饰军嫂
- 《冰雪人生》饰演方溪
- 《白领红尘》饰演林可欢
- 《运河人家》饰演金枝
- 《蓝血》饰演杨燕
- 《长风镖局》饰演司马帮主
- 《椰城故事》
- 《渴望激情》饰演戴乔
- 《九重天》饰演沈佳宜
- 《天剑群侠》饰演血凤凰
- 《2亿大追踪》饰演杨艳
- 《海南媳妇》
- 《爱情飞蛾》
- 《黄河魂》
- 《户口》

### 电视电影
- 2000年《若橘若藜/若桔若藜》饰演若橘